# Габараев, Борис Арсентьевич
Габараев Борис Арсентьевич — доктор технических наук, профессор, специалист в области ядерной энергетики.
Родился 23 мая 1947 года в Цхинвале. После школы поступил в Московский энергетический институт на факультет инженерной теплофизики. В 1985 году защитил кандидатскую диссертацию, в 2001 — докторскую.
С 1971 года по настоящее время  работает в Научно-исследовательском и конструкторском институте энерготехники имени Н. А. Доллежаля (НИКИЭТ), последовательно занимал должности инженера, младшего научного сотрудника, научного сотрудника, старшего научного сотрудника, начальника отдела, заместителя директора, генерального директора института.
Под руководством Габараева были созданы и запатентованы упрощённые и корпусные кипящие реакторы с естественной циркуляцией теплоносителя, быстрые реакторы естественной безопасности со свинцовым теплоносителем для крупномасштабной ядерной энергетики, будущего «БРЕСТ». Также были разработаны двигательные установки для космических ракет, системы преобразования энергии термоядерных реакторов.
За свою научную деятельность Борис Арсентьевич зарегистрировал более 20 изобретений, опубликовал 40 статей. В 1995 году стал членом Нью-Йоркской Академии наук.
В 2005 году получил звание заслуженного энергетика Российской Федерации.